# Allika (Kuusalu)
Allika – wieś w Estonii, w prowincji Harju, w gminie Kuusalu.